# P2Pファイル共有
P2Pファイル共有（P2Pファイルきょうゆう、英: Peer-to-peer file sharing）とは、Peer to Peer（P2P）ネットワーキング技術を用いてデジタルメディアを配布・共有することである。P2Pネットワークに接続された他のコンピュータを検索して目的のコンテンツを見つけ出すP2Pソフトウェアプログラムを用いることにより、書籍、音楽、映画、ゲームなどのメディアファイルにアクセスすることが可能となる。このようなネットワークのノード（ピア）はエンドユーザーのコンピュータや配信サーバーである。
ファイル共有の初期は、ウェブページ、FTP、IRCからのクライアント・サーバ転送によって主に行われていたが、Napsterが、アップロードとダウンロードの両方を可能にするフリーミアム形式のサービスを提供するWindowsアプリケーションを普及させた。レコード会社やアーティストはその閉鎖を求め、FBIによる強制捜査が行われた。Napsterは絶頂期には非常に人気があり、1980年代のミックステープ文化から派生した草の根的運動を生み出し、その停止により音楽の入手手段に大きな空白を残した。フォーラムやチャットルームでの議論の末、Napsterは中央集権型サーバとその物理的所在地に依存していたことが脆弱性であったとされ、競合するグループが分散型P2Pシステムの構築を競い始めた。
P2Pファイル共有技術は、初期のGnutellaのようなネットワークからいくつかの設計段階を経て進化してきた。これらは技術を普及させ、Kazaa、LimeWire、WinMXなどのさまざまなフロントエンドを用いた複数のバージョンが登場した。その後、eDonkeyを経て、BitTorrentプロトコルのような後期モデルへと発展した。マイクロソフトはアップデート配信（Windows 10）にこの技術を用いており、オンラインビデオゲームでは大容量データの配信を単一のソースから行う際に発生する帯域幅コストを回避するため、コンテンツ配信ネットワークとして使用されている。
P2Pファイル共有の広範な普及と促進にはいくつかの要因がある。これにはインターネット帯域幅の増加、物理メディアのデジタル化の拡大、家庭用パーソナルコンピュータの性能向上などが含まれる。ユーザーは、さまざまなファイル転送システムやその他のファイル共有ネットワークを通じて、インターネットを介して1つまたは複数のファイルを別のコンピュータへ転送することが可能である。

P2Pソフトウェアの年表

## 歴史
中央インデックスサーバーはユーザーとその共有コンテンツをインデックス化していた。誰かがファイルを検索すると、サーバーはそのファイルの利用可能なすべてのコピーを検索し、ユーザーに提示した。ファイルはプライベートなコンピュータ（ピア／ノード）間で直接転送された。制限として、共有できるのは音楽ファイルのみであった。しかしこのプロセスは中央サーバー上で行われていたため、Napsterは著作権侵害の責任を問われ、2001年7月に閉鎖された。その後、有料サービスとして再開された。
Napsterが閉鎖された後、GnutellaやKazaaのようなP2Pサービスが開発された。これらのサービスは、音楽以外にも映画やゲームなどのファイルをダウンロードすることを可能にした。

### 技術の進化
NapsterおよびeDonkey2000はいずれも中央サーバー型モデルを採用していた。これらのシステムは各自の中央サーバーの稼働に依存していたため、中央集権的なシャットダウンの対象となりやすかった。その崩壊により、Limewire、Kazaa、Morpheus、Gnutella、Gnutella2といったネットワークが台頭した。これらは中央サーバーなしで動作可能であり、ユーザー同士をリモートで接続することで前述の脆弱性を排除している。しかしながら、これらのネットワークも依然として特定のクライアントプログラムに依存しており、それらのクライアントプログラムの配布元に対して法的措置が取られれば機能不全に陥る可能性があった。Kazaaの配布元であるシャーマン・ネットワークスは2006年以降活動を停止している。Morpheusの配布元であるストリームキャスト・ネットワークスは2008年4月22日に閉鎖された。Limewire LLCは2010年末または2011年初頭に閉鎖された。これにより、Bittorrentプロトコルの支配的地位が確立された。
Bittorrentは、それ以前のプロトコルと比べて2つの主要な点で異なる。第一に、「Torrent」や「Bittorrent」という用語やプロトコルそのものは、個人、団体、企業のいずれにも所有されていないため、誰でもこのネットワークで動作するクライアントソフトウェアを作成・配布できる。第二に、Bittorrentのクライアントには独自の検索機能が存在しない。そのため、ユーザーはIsoHuntやパイレート・ベイのような第三者のウェブサイトに依存して「Torrent」ファイルを見つける必要がある。これらのファイルは、ユーザーが実際に欲するファイルをどのように見つけてダウンロードすればよいかをクライアントに指示する地図のような役割を果たす。この2つの特性が組み合わさることで、Bittorrentは実質的にシャットダウンが不可能なレベルの分散性を実現している。ファイル共有ネットワークは、こうした分散性の段階に応じて三つの「世代」に分類されることがある。ダークネット、とりわけFreenetのようなネットワークは、しばしば第三世代のファイル共有ネットワークと見なされる。
P2Pのファイル共有は、コスト面でも効率的である。このシステムでは、ユーザーが提供者であり、通常その提供者自身が管理者でもあるため、システム管理の負荷が少ない。したがって、各ネットワークはユーザー自身によって監視可能である。また、大規模なサーバーはより多くのストレージを必要とすることがあり、このストレージをサーバー専用に借りるか購入する必要があるため、コストが増加する。しかしながら、通常P2Pのファイル共有には専用サーバーは必要ない。

## 経済的影響
P2Pファイル共有の経済的影響については継続的に議論が行われている。ヘリテージ財団の政策アナリストであるノーバート・ミシェルは、ファイル共有がアルバムの売上に与える影響について「研究結果はばらばらな推定を示している」と述べている。
『The Wealth of Networks』において、ヨハイ・ベンクラーは、P2Pのファイル共有は経済的に効率的であり、ユーザーがその共有にかかる全ての取引コストおよび限界費用を負担していると述べている。「たとえそれが、我々の社会が音楽家やレコーディング業界の幹部に報酬を与えるために選択してきた特定の方法に支障を来すものであっても、それはレコーディング業界にとっては効率性と長期的なインセンティブ効果のトレードオフである。しかしながら、ジャックやジェーンが補助金付きのコンピュータやネットワーク接続を使用していた場合と異なり、この方法は経済学における通常の意味において効率的である。」
計算例：
P2Pファイル共有の場合：{\displaystyle {\text{total cost}}={\frac {\text{filesize}}{\text{customers}}}\times {\text{cost-per-byte}}}
一般的なコンテンツ配信ネットワークの場合：{\displaystyle {\text{total cost}}={\text{filesize}}\times {\text{customers}}\times {\text{cost-per-byte}}}

### 音楽業界
P2Pファイル共有による著作権侵害が音楽収益に与える経済的影響については、論争があり、判断は困難である。非公式な研究では、ファイル共有がレコード売上に対して悪影響を及ぼしたとされる。合法的なオンライン音楽購入の増加、違法ファイル共有、コンパクトディスクの価格下落、多くの独立系音楽店の閉店と、それに伴う大手量販店への販売の移行といった複数の傾向の因果関係を解き明かすのは困難である。

### 映画業界
モーション・ピクチャー・アソシエーション（MPAA）は、アメリカのスタジオが2005年に2373億ドルの損失を被ったと報告しており、これはアメリカにおける映画の海賊版被害の総額の約3分の1に相当する。しかし、この推計は1件のダウンロードが1件の売上損失に等しいという前提に基づいていたため、ダウンロードする者がもし違法手段がなければ映画を購入したとは限らないとの指摘があり、信頼性に疑問が呈された。この調査は非公開で行われたため、その方法論や正確性について公に検証することはできなかった。2008年1月、MPAAが大学に対して著作権侵害の取り締まりを強化させる法案のためにロビー活動を行っていた際、MPAAは大学における海賊行為の数値が最大で300％水増しされていたことを認めた。
2010年、国際商業会議所の委託により、パリを拠点とする独立系経済調査会社TERAが実施した調査によれば、音楽、映画、ソフトウェアの違法ダウンロードにより、ヨーロッパのクリエイティブ産業は毎年数十億ドルの収益を失っていると推計された。TERAによる別の調査では、現在の傾向が続けば、2015年までに120万件の雇用と2400億ユーロの小売収益が失われる可能性があると予測された。研究者らは、年間著作権侵害件数に対して10％の代替率を適用した。この率は、違法ファイル共有がなければ潜在的に取引された可能性のある単位数に相当する。ソフトウェアやオペレーティングシステムの人気製品においては、アメリカ合衆国や欧州連合など、知的財産の保護が強い地域においても海賊行為が一般的に見られる。

## 世論と利用状況
2004年には、推定7000万人がオンラインファイル共有に参加していた。CBSニュースの世論調査によれば、18歳から29歳の若者の約70%が状況によってはファイル共有を容認できると考えており、ファイル共有問題に関心を持つアメリカ人全体の58%も、少なくともある程度は容認できると考えていた。2006年1月には、12歳以上のアメリカ人のうち3200万人がインターネットから少なくとも1本の長編映画をダウンロードしており、その80%はP2Pを通じて行っていた。調査対象者のうち60%は、著作権付き映画のインターネットからのダウンロードを重大な違法行為とは見なしていなかったが、78%は店からDVDを無断で持ち出す行為を重大な違法行為と見なしていた。
2008年7月には、ヨーロッパ人の20%が音楽の入手にファイル共有ネットワークを使用しており、10%はiTunesのような有料のデジタル音楽サービスを利用していた。2009年2月、イギリスのテッセリスが実施した調査では、回答したイギリス国民の75%がファイル共有に関する合法・違法の区別を理解していると答えたが、法的責任を誰に課すべきかについては意見が分かれた。49%がP2P企業に責任があると考え、18%が個人のファイル共有者を加害者と見なしていた。
それ以前の調査によれば、スウェーデンの若年有権者（18～20歳）の75%が「たとえ違法であっても、ネットからファイルをダウンロードするのは問題ない」との意見に賛同していた。回答者のうち38%が「強く賛同」、39%が「ある程度賛同」と答えた。アメリカおよびヨーロッパの大学生を対象とした学術研究では、ファイル共有技術の利用者は比較的反著作権的であり、著作権の強制執行は反発を招き、利用者のファイル共有支持の信念をより強固にする傾向があるとされた。

## P2Pファイル共有ネットワークにおけるコミュニティ
コミュニティは、BitTorrent、Gnutella、DC++などの多くのP2Pネットワークおよびアプリケーションにおいて重要な役割を果たしている。これらのコミュニティの形成、発展、安定性には、関心、ユーザー属性、コスト削減、ユーザーの動機づけ、コミュニティの規模といった複数の要素が寄与している。

### 関心属性
ピアコミュニティは、共通の関心に基づいて形成される。カンバッティ、リュウ、ダスグプタによれば、共通の関心は「特定のピアがどのピアコミュニティに参加可能かを決定するために用いられる属性」としてラベル付けされうるものである。これらの属性は、明示的属性と暗黙的属性の2つに分類される。
明示的属性とは、ピアが特定のコミュニティに対して自ら提供する情報のことであり、たとえば特定のテーマへの関心や音楽の嗜好などがこれに当たる。一方、暗黙的属性は、ユーザーが自らの情報を直接的に表明しない場合でも、P2Pネットワーク上で過去に行った検索や調査の履歴から、そのユーザーに関する情報を推測することが可能である。カンバッティ、リュウ、ダスグプタは、これらの関心をさらに「パーソナル属性」「クレイム属性」「グループ属性」の3つに分類している。
特定のピアの共通関心すべてをまとめたものは「パーソナル属性」と定義され、これはそのピアが自分自身について有している情報の集合である。ピアは、自身のプライバシーやオンライン上の安全を守るために、こうした情報を開示しないことを選ぶ場合がある。そのため、著者らは「属性の部分集合がピアによって明示的に公開されている」と述べ、これを「クレイム属性」と定義している。関心の第三の分類である「グループ属性」は、「位置や所属に基づくものであり、コミュニティの形成基盤として必要とされる」と定義されており、その例としては「インターネット接続のドメイン名」が挙げられ、これはオンライン上の位置情報および特定ユーザーのグループ識別子として機能する。

### コスト削減
コスト削減は、P2Pコミュニティにおける共有の要素に影響を与える。カニンガム、アレクサンダー、アディロフによれば、共有を行うユーザーは「コストを削減しようとする」ためにそれを行っている。彼らの著書『Peer-to-peer File Sharing Communities』において、「共有行為にはコストが伴い、誰かがダウンロードするたびに、共有者は自身の帯域幅を犠牲にしている」と説明されている。NapsterのようなP2Pコミュニティにおいては共有がその基盤を成しており、これがなければ「ネットワークは崩壊する」ため、ユーザーは共有に伴うコストを受け入れながらも、自身のコスト、特に検索に関するコストやインターネットサーバーの混雑に関するコストを削減しようとする。

### ユーザーの動機づけとコミュニティの規模
ユーザーの動機づけとP2Pコミュニティの規模は、その持続可能性および活動性に寄与する。『Motivating Participation in Peer to Peer Communities』において、ヴァシレヴァはこれらの2要素をサスカチュワン大学（カナダ）で行った実験を通じて研究している。この実験では、P2Pアプリケーション（COMUTELLA）が開発され、学生に配布された。彼女の見解では、動機づけはユーザーのP2Pコミュニティ参加を促す「決定的な要因」であり、特に「アクティブユーザーのクリティカルマスの欠如」があると、P2P共有は正しく機能しない。
P2Pコミュニティへの参加において、ユーザーはその「有用性」を重視する。特定のP2Pシステムは、ユーザーにとって「有用」であると認識されなければならず、ユーザーのニーズや関心を満たす必要がある。その結果として、「ユーザーコミュニティの規模が有用性のレベルを定義し」「システムの価値がユーザー数を決定する」。この双方向のプロセスは、ヴァシレヴァによってフィードバックループと定義されており、NapsterやKazaaのようなファイル共有システムの誕生を可能にした。しかし彼女の研究ではまた、「初期段階においてはユーザーに対するインセンティブが必要」であり、とりわけユーザーをオンライン状態に維持する習慣を身につけさせるために重要であるとされている。これは、例えばシステムに豊富なリソースを提供したり、熟練したユーザーが未経験のユーザーを支援したりすることで実現できる。

### ユーザーの分類
P2Pシステムに参加するユーザーは、さまざまな方法で分類することができる。ヴァシレヴァによれば、ユーザーはP2Pシステムへの関与度合いに基づいて分類される。分類されるユーザータイプは5つ存在し、サービスを創出するユーザー、サービスを許可するユーザー、検索を補助するユーザー、通信を許可するユーザー、協力的でなくフリーライドするユーザーである。
最初のタイプでは、ユーザーが新たなリソースやサービスを創出し、コミュニティに提供する。第二のタイプでは、ユーザーが「ダウンロード用ファイルを保存するためのディスク容量」や、「他のユーザーによって提供されるサービスを補助する計算資源」をコミュニティに提供する。第三のタイプでは、ユーザーが特定のファイルやサービスを他のユーザーが見つけやすいように、関係リストを提供する。第四のタイプでは、ユーザーが「ネットワークのプロトコル」に積極的に参加し、ネットワークの維持に貢献する。最後のタイプでは、ユーザーはネットワークに貢献せず、自身が必要とするものをダウンロードするだけで、用が済めば即座にオフラインになることで、ネットワークおよびコミュニティリソースをただ乗りする。

## 追跡
企業は、インターネットが違法にファイル、特に著作権保護された音楽を複製・共有する手段として使用されることに対抗し続けている。アメリカレコード協会（RIAA）は、侵害者に対するキャンペーンを主導する形で積極的に活動している。著作権者を「保護」するために、個人だけでなくNapsterのようなプログラムに対しても訴訟が提起されてきた。  
RIAAの取り組みのひとつには、著作権保護対象の素材の使用状況を直接監視するため、ダミーユーザーを潜入させることがある。

## リスク
2002年6月初旬、HP研究所の研究者ナサニエル・グッドが、ユーザインタフェース設計の問題により、ユーザーがP2Pネットワークを通じて個人情報や機密情報を意図せず共有してしまう可能性があることを実証した。
2003年、下院政府改革委員会（『Overexposed: The Threats to Privacy & Security on File Sharing Networks』）および上院司法委員会（『The Dark Side of a Bright Idea: Could Personal and National Security Risks Compromise the Potential of P2P File-Sharing Networks?』）において、P2Pネットワーク上での意図しない情報共有およびその消費者と国家の安全保障への影響について審議が行われた。  
研究者らは、個人情報の漏洩、同梱されたスパイウェア、ネットワーク経由でダウンロードされるウイルスなど、潜在的なセキュリティリスクを調査してきた。一部のプロプライエタリなファイル共有クライアントにはマルウェアが同梱されていることが知られているが、オープンソースのプログラムではそのようなことは通常見られない。中には、ウイルススキャン機能を統合したオープンソースのファイル共有パッケージも存在する。  
2004年頃からなりすましの脅威が顕著となり、2008年7月にはP2Pサイトを通じて大量の個人情報が意図せず公開される事例が再び発生した。「約2,000人の（投資）会社の顧客の氏名、生年月日および社会保障番号が漏洩し、その中にはスティーブン・ブライヤー（合衆国最高裁判所の元陪席判事）の情報も含まれていた」。
2009年、オバマ政権の発足初期に、ヘリコプターマリーンワンの設計図がP2Pファイル共有サイト経由のセキュリティ侵害により一般に公開されるという事案が発生し、個人および機密情報の意図しないP2P共有が急増していることが明らかとなった。この情報へのアクセスは米国の安全保障に重大な影響を及ぼす可能性がある。
さらにこのセキュリティ侵害の直前、『トゥデイ』において、15万件以上の納税申告書、25,800件の学生ローン申請、626,000件の信用報告書がファイル共有を通じて意図せず公開されていたことが報じられた。
その後、アメリカ政府はP2Pファイル共有プログラムに伴う潜在的リスクについてユーザーの意識を高めるため、2009年にH.R.1319「Informed P2P User Act」などの立法措置を通じて対策を講じた。
この法案によれば、ユーザーはP2Pファイル共有ソフトウェアを使用する前に、関連するリスクについて認識し、インフォームド・コンセントを得ることが必須となる。また、ユーザーはいつでもP2Pファイル共有ソフトウェアを自らのコンピュータからブロックまたは削除することが可能である。
連邦取引委員会が規制を施行し、米コンピュータ緊急事態対策チームもまた潜在的リスクについて警告している。